# Haverskerque

Haverskerque este o comună în departamentul Nord, Franța. În 1 ianuarie 2022 avea o populație de 1.385 de locuitori.